# Liste der Turn-Weltmeister (Gerätturnen)

## Männer

### Mehrkampf Mannschaft
| Weltmeisterschaften | Weltmeisterschaften | Platz 1                                                                                | Platz 2                                                                                               | Platz 3 |
| ------------------- | ------------------- | -------------------------------------------------------------------------------------- | --- | --- |
| 1903                | Antwerpen           | Frankreich                                                                             | Belgien                                                                                               | Luxemburg |
| 1905                | Bordeaux            | Frankreich                                                                             | Niederlande                                                                                           | Belgien |
| 1907                | Prag                | Böhmen                                                                                 | Frankreich                                                                                            | Belgien |
| 1909                | Turin               | Frankreich                                                                             | Böhmen                                                                                                | Königreich Italien                                                                                            |
| 1911                | Luxemburg           | Böhmen                                                                                 | Frankreich                                                                                            | Königreich Italien                                                                                            |
| 1913                | Paris               | Böhmen                                                                                 | Frankreich                                                                                            | Königreich Italien                                                                                            |
| 1922                | Ljubljana           | Tschechoslowakei                                                                       | Jugoslawien                                                                                           | Frankreich |
| 1926                | Lyon                | Tschechoslowakei                                                                       | Jugoslawien                                                                                           | Frankreich |
| 1930                | Luxemburg           | Tschechoslowakei                                                                       | Frankreich                                                                                            | Jugoslawien                                                                                                   |
| 1934                | Budapest            | Schweiz                                                                                | Tschechoslowakei                                                                                      | Deutsches Reich                                                                                               |
| 1938                | Prag                | Tschechoslowakei                                                                       | Schweiz                                                                                               | Jugoslawien                                                                                                   |
| 1950                | Basel               | Schweiz                                                                                | Finnland                                                                                              | Frankreich |
| 1954                | Rom                 | Sowjetunion                                                                            | Japan                                                                                                 | Schweiz |
| 1958                | Moskau              | Sowjetunion                                                                            | Japan                                                                                                 | Tschechoslowakei                                                                                              |
| 1962                | Prag                | Japan                                                                                  | Sowjetunion                                                                                           | Tschechoslowakei                                                                                              |
| 1966                | Dortmund            | Japan                                                                                  | Sowjetunion                                                                                           | DDR |
| 1970                | Ljubljana           | Japan                                                                                  | Sowjetunion                                                                                           | DDR |
| 1974                | Warna               | Japan                                                                                  | Sowjetunion                                                                                           | DDR |
| 1978                | Straßburg           | Japan                                                                                  | Sowjetunion                                                                                           | DDR |
| 1979                | Fort Worth          | Sowjetunion                                                                            | Japan                                                                                                 | Vereinigte Staaten                                                                                            |
| 1981                | Moskau              | Sowjetunion                                                                            | Japan                                                                                                 | Volksrepublik China                                                                                           |
| 1983                | Budapest            | Volksrepublik China                                                                    | Sowjetunion                                                                                           | Japan |
| 1985                | Montréal            | Sowjetunion                                                                            | Volksrepublik China                                                                                   | DDR |
| 1987                | Rotterdam           | Sowjetunion                                                                            | Volksrepublik China                                                                                   | DDR |
| 1989                | Stuttgart           | Sowjetunion                                                                            | DDR                                                                                                   | Volksrepublik China                                                                                           |
| 1991                | Indianapolis        | Sowjetunion                                                                            | Volksrepublik China                                                                                   | Deutschland                                                                                                   |
| 1992                | Paris               | nicht ausgetragen                                                                      | nicht ausgetragen                                                                                     | nicht ausgetragen                                                                                             |
| 1993                | Birmingham          | nicht ausgetragen                                                                      | nicht ausgetragen                                                                                     | nicht ausgetragen                                                                                             |
| 1994                | Dortmund            | Volksrepublik China                                                                    | Russland                                                                                              | Ukraine |
| 1995                | Sabae               | Volksrepublik China                                                                    | Japan                                                                                                 | Rumänien |
| 1996                | San Juan            | nicht ausgetragen                                                                      | nicht ausgetragen                                                                                     | nicht ausgetragen                                                                                             |
| 1997                | Lausanne            | Volksrepublik China                                                                    | Belarus                                                                                               | Russland |
| 1999                | Tianjin             | Volksrepublik China                                                                    | Russland                                                                                              | Belarus |
| 2001                | Gent                | Belarus                                                                                | Vereinigte Staaten                                                                                    | Ukraine |
| 2002                | Debrecen            | nicht ausgetragen                                                                      | nicht ausgetragen                                                                                     | nicht ausgetragen                                                                                             |
| 2003                | Anaheim             | Volksrepublik China                                                                    | Vereinigte Staaten                                                                                    | Japan |
| 2005                | Melbourne           | nicht ausgetragen                                                                      | nicht ausgetragen                                                                                     | nicht ausgetragen                                                                                             |
| 2006                | Aarhus              | Volksrepublik China                                                                    | Russland                                                                                              | Japan |
| 2007                | Stuttgart           | Volksrepublik China                                                                    | Japan                                                                                                 | Deutschland                                                                                                   |
| 2009                | London              | nicht ausgetragen                                                                      | nicht ausgetragen                                                                                     | nicht ausgetragen                                                                                             |
| 2010                | Rotterdam           | Volksrepublik China                                                                    | Japan                                                                                                 | Deutschland                                                                                                   |
| 2011                | Tokio               | Volksrepublik China                                                                    | Japan                                                                                                 | Vereinigte Staaten                                                                                            |
| 2013                | Antwerpen           | nicht ausgetragen                                                                      | nicht ausgetragen                                                                                     | nicht ausgetragen                                                                                             |
| 2014                | Nanning             | Volksrepublik China Cheng Ran Deng Shudi Lin Chaopan Liu Yang You Hao Zhang Chenglong  | Japan Kōhei Kameyama Ryōhei Katō Shogo Nonomura Kenzō Shirai Yūsuke Tanaka Kōhei Uchimura             | Vereinigte Staaten Jacob Dalton Danell Leyva Samuel Mikulak Alexander Naddour John Orozco Donnell Whittenburg |
| 2015                | Glasgow             | Japan Kōhei Uchimura Ryōhei Katō Yūsuke Tanaka Kenzō Shirai Naoto Hayasaka Kazuma Kaya | Vereinigtes Königreich Max Whitlock Daniel Purvis Kristian Thomas Nile Wilson Brinn Bevan Louis Smith | Volksrepublik China Lin Chaopan Deng Shudi You Hao Xiao Ruoteng Zhang Chenglong Liu Yang                      |
| 2017                | Montreal            | nicht ausgetragen                                                                      | nicht ausgetragen                                                                                     | nicht ausgetragen                                                                                             |
| 2018                | Doha                | Volksrepublik China                                                                    | Russland                                                                                              | Japan |
| 2019                | Stuttgart           | Russland                                                                               | Volksrepublik China                                                                                   | Japan |
| 2021                | Kitakyūshū          | nicht ausgetragen                                                                      | nicht ausgetragen                                                                                     | nicht ausgetragen                                                                                             |
| 2022                | Liverpool           | Volksrepublik China                                                                    | Japan                                                                                                 | Vereinigtes Königreich                                                                                        |
| 2023                | Antwerpen           | Japan                                                                                  | Volksrepublik China                                                                                   | Vereinigte Staaten                                                                                            |

### Mehrkampf Einzel
| Weltmeisterschaften | Weltmeisterschaften | Platz 1                            | Platz 2                      | Platz 3               |
| ------------------- | ------------------- | ---------------------------------- | ---------------------------- | --------------------- |
| 1903                | Antwerpen           | Joseph Martínez                    | Joseph Lux Georges Wiernickx |                       |
| 1905                | Bordeaux            | Marcel Lalu                        | N. Lavielle                  | Lucien Démanet        |
| 1907                | Prag                | Joseph Czada                       | Jules Rolland                | František Erben       |
| 1909                | Turin               | Marco Torrès                       | Joseph Czada                 | Armand Coidelle       |
| 1911                | Luxemburg           | Ferdinand Steiner                  | Joseph Czada                 | Karel Starý           |
| 1913                | Paris               | Marco Torrès                       | Karel Starý                  | Joseph Sykora         |
| 1922                | Ljubljana           | František Pecháček Peter Šumi      |                              | Stane Derganc         |
| 1926                | Lyon                | Peter Šumi                         | Josef Effenberger            | Ladislav Vácha        |
| 1930                | Luxemburg           | Josip Primožič                     | Jan Gajdoš                   | Emanuel Löffler       |
| 1934                | Budapest            | Eugen Mack                         | Romeo Neri                   | Emanuel Löffler       |
| 1938                | Prag                | Jan Gajdoš                         | Jan Sládek                   | Eugen Mack            |
| 1950                | Basel               | Walter Lehmann                     | Marcel Adatte                | Olavi Rove            |
| 1954                | Rom                 | Wiktor Tschukarin Walentin Muratow |                              | Hrant Schahinjan      |
| 1958                | Moskau              | Boris Schachlin                    | Takashi Ono                  | Juri Titow            |
| 1962                | Prag                | Juri Titow                         | Yukio Endō                   | Boris Schachlin       |
| 1966                | Dortmund            | Michail Woronin                    | Shūji Tsurumi                | Akinori Nakayama      |
| 1970                | Ljubljana           | Eizō Kenmotsu                      | Mitsuo Tsukahara             | Akinori Nakayama      |
| 1974                | Warna               | Shigeru Kasamatsu                  | Nikolai Andrianow            | Eizō Kenmotsu         |
| 1978                | Straßburg           | Nikolai Andrianow                  | Ezio Kenmatsu                | Alexander Ditjatin    |
| 1979                | Fort Worth          | Alexander Ditjatin                 | Kurt Thomas                  | Alexander Tkatschow   |
| 1981                | Moskau              | Juri Koroljow                      | Bogdan Makuts                | Kōji Gushiken         |
| 1983                | Budapest            | Dmitri Bilosertschew               | Kōji Gushiken                | Artur Akopjan Lou Yun |
| 1985                | Montréal            | Juri Koroljow                      | Wladimir Artjomow            | Sylvio Kroll          |
| 1987                | Rotterdam           | Dmitri Bilosertschew               | Juri Koroljow                | Wladimir Artjomow     |
| 1989                | Stuttgart           | Ihor Korobtschinskyj               | Walentin Mogilny             | Jing Li               |
| 1991                | Indianapolis        | Hryhorij Missjutin                 | Witali Schtscherbo           | Waleri Ljukin         |
| 1992                | Paris               | nicht ausgetragen                  | nicht ausgetragen            | nicht ausgetragen     |
| 1993                | Birmingham          | Witali Schtscherbo                 | Sergei Charkow               | Andreas Wecker        |
| 1994                | Brisbane            | Iwan Iwankou                       | Alexei Woropajew             | Witali Schtscherbo    |
| 1995                | Sabae               | Li Xiaoshuang                      | Witali Schtscherbo           | Jewgeni Tschabajew    |
| 1996                | San Juan            | nicht ausgetragen                  | nicht ausgetragen            | nicht ausgetragen     |
| 1997                | Lausanne            | Iwan Iwankou                       | Alexei Bondarenko            | Naoya Tsukahara       |
| 1999                | Tianjin             | Nikolai Krjukow                    | Naoya Tsukahara              | Jordan Jowtschew      |
| 2001                | Gent                | Feng Jing                          | Iwan Iwankou                 | Jordan Jowtschew      |
| 2002                | Debrecen            | nicht ausgetragen                  | nicht ausgetragen            | nicht ausgetragen     |
| 2003                | Anaheim             | Paul Hamm                          | Yang Wei                     | Hiroyuki Tomita       |
| 2005                | Melbourne           | Hiroyuki Tomita                    | Hisashi Mizutori             | Denis Sawenkow        |
| 2006                | Aarhus              | Yang Wei                           | Hiroyuki Tomita              | Fabian Hambüchen      |
| 2007                | Stuttgart           | Yang Wei                           | Fabian Hambüchen             | Hisashi Mizutori      |
| 2009                | London              | Kōhei Uchimura                     | Daniel Keatings              | Juri Rjasanow         |
| 2010                | Rotterdam           | Kōhei Uchimura                     | Philipp Boy                  | Jonathan Horton       |
| 2011                | Tokio               | Kōhei Uchimura                     | Philipp Boy                  | Kōji Yamamuro         |
| 2013                | Antwerpen           | Kōhei Uchimura                     | Ryōhei Katō                  | Fabian Hambüchen      |
| 2014                | Nanning             | Kōhei Uchimura                     | Max Whitlock                 | Yūsuke Tanaka         |
| 2015                | Glasgow             | Kōhei Uchimura                     | Manrique Larduet             | Deng Shudi            |
| 2017                | Montreal            | Xiao Ruoteng                       | Lin Chaopan                  | Kenzō Shirai          |
| 2018                | Doha                | Artur Dalalojan                    | Xiao Ruoteng                 | Nikita Nagorny        |
| 2019                | Stuttgart           | Nikita Nagorny                     | Artur Dalalojan              | Oleh Wernjajew        |
| 2021                | Kitakyūshū          | Zhang Boheng                       | Daiki Hashimoto              | Illja Kowtun          |
| 2022                | Liverpool           | Daiki Hashimoto                    | Zhang Boheng                 | Wataru Tanigawa       |
| 2023                | Antwerpen           | Daiki Hashimoto                    | Illja Kowtun                 | Frederick Richard     |

### Pferdsprung
| Weltmeisterschaften | Weltmeisterschaften | Platz 1                                             | Platz 2                        | Platz 3                     |
| ------------------- | ------------------- | --------------------------------------------------- | ------------------------------ | --------------------------- |
| 1903                | I                   | Georges Dejaeghere Joseph Lux N. Thijsen            |                                |                             |
| 1905                | II                  | Georges Dejaeghere                                  |                                |                             |
| 1907                | III                 | František Erben                                     |                                |                             |
| 1909                | IV                  | nicht ausgetragen                                   | nicht ausgetragen              | nicht ausgetragen           |
| 1911                | V                   | nicht ausgetragen                                   | nicht ausgetragen              | nicht ausgetragen           |
| 1913                | VI                  | Karel Starý Ben Sadoun Osvaldo Palazzi Stane Vidmar |                                |                             |
| 1922                | VII                 | nicht ausgetragen                                   | nicht ausgetragen              | nicht ausgetragen           |
| 1926                | VIII                | nicht ausgetragen                                   | nicht ausgetragen              | nicht ausgetragen           |
| 1930                | IX                  | nicht ausgetragen                                   | nicht ausgetragen              | nicht ausgetragen           |
| 1934                | X                   | Eugen Mack                                          | Eduard Steinemann              | Romeo Neri                  |
| 1938                | XI                  | Eugen Mack                                          | Walter Beck                    | Hans Nagelin                |
| 1950                | XII                 | Ernst Gebendinger                                   | Olavi Rove                     | Walter Lehmann              |
| 1954                | XIII                | Leo Sotorník                                        | Helmut Bantz                   | Sergej Djajani              |
| 1958                | XIV                 | Juri Titow                                          | Masao Takemoto                 | Takashi Ono                 |
| 1962                | XV                  | Premysel Krbec                                      | Haruhiro Yamashita             | Yukio Endō Boris Schachlin  |
| 1966                | XVI                 | Haruhiro Matsuda                                    | Takashi Kato                   | Akinori Nakayama            |
| 1970                | XVII                | Mitsuo Tsukahara                                    | Wiktor Klimenko                | Takashi Kato                |
| 1974                | XVIII               | Shigeru Kasamatsu                                   | Nikolai Andrianow              | Hiroji Kajiyama             |
| 1978                | XIX                 | Junichi Shimizu                                     | Nikolai Andrianow              | Ralph Bärthel               |
| 1979                | XX                  | Alexander Ditjatin                                  | Nikolai Andrianow              | Ralph Bärthel Bart Conner   |
| 1981                | XXI                 | Ralf-Peter Hemmann                                  | Artur Akopjan                  | Bohdan Makuz                |
| 1983                | XXII                | Artur Akopjan                                       | Li Ning                        | Bernd Jensch                |
| 1985                | XXIII               | Juri Koroljow                                       | Laurent Barbiéri Lou Yun       |                             |
| 1987                | XXIV                | Sylvio Kroll Lou Yun                                |                                | Dian Kolew                  |
| 1989                | XXV                 | Jörg Behrend                                        | Sylvio Kroll                   | Wladimir Artjomow           |
| 1991                | XXVI                | You Ok-yul                                          | Witali Schtscherbo             | Yutaka Aihara               |
| 1992                | XXVII               | You Ok-yul                                          | Ihor Korobtschinskyj           | Victor Colon Curtis Hibbert |
| 1993                | XXVIII              | Witali Schtscherbo Feng Chih-chang                  |                                | You Ok-yul                  |
| 1994                | XXIX                | Witali Schtscherbo                                  | Li Xiaoshuang                  | Yeo Hong-chul               |
| 1995                | XXXI                | Hryhorij Missjutin Alexei Nemow                     |                                | Witali Schtscherbo          |
| 1996                | XXXII               | Alexei Nemow                                        | Andrea Massucchi Yeo Hong-chul |                             |
| 1997                | XXXIII              | Sergej Fedortschenko                                | Nikolai Krjukow                | Adrian Ianculescu           |
| 1999                | XXXIV               | Li Xiaopeng                                         | Jevgēņijs Saproņenko           | Dieter Rehm                 |
| 2001                | XXXV                | Marian Drăgulescu                                   | Jevgēņijs Saproņenko           | Charles León                |
| 2002                | XXXVI               | Li Xiaopeng                                         | Leszek Blanik                  | Yang Wei                    |
| 2003                | XXXVII              | Li Xiaopeng                                         | Marian Drăgulescu              | Kyle Shewfelt               |
| 2005                | XXXVIII             | Marian Drăgulescu                                   | Leszek Blanik                  | Alin Jivan                  |
| 2006                | XXXIX               | Marian Drăgulescu                                   | Dsmitryj Kaspjarowitsch        | Fabian Hambüchen            |
| 2007                | XL                  | Leszek Blanik                                       | Daniel Popescu                 | Ri Se-gwang                 |
| 2009                | XLI                 | Marian Drăgulescu                                   | Flavius Koczi                  | Anton Golozuzkow            |
| 2010                | XLII                | Thomas Bouhail                                      | Anton Golozuzkow               | Dsmitryj Kaspjarowitsch     |
| 2011                | XLIII               | Yang Hak-seon                                       | Anton Golozuzkow               | Makoto Okiguchi             |
| 2013                | XLIV                | Yang Hak-seon                                       | Steven Legendre                | Kristian Thomas             |
| 2014                | XLV                 | Ri Se-gwang                                         | Ihor Radiwilow                 | Jacob Dalton                |
| 2015                | XLVI                | Ri Se-gwang                                         | Marian Drăgulescu              | Donnell Whittenburg         |
| 2017                | XLVII               | Kenzō Shirai                                        | Ihor Radiwilow                 | Kim Han-sol                 |
| 2018                | XLVIII              | Ri Se-gwang                                         | Artur Dalalojan                | Kenzō Shirai                |
| 2019                | XLIX                | Nikita Nagorny                                      | Artur Dalalojan                | Igor Radivilov              |
| 2021                | L                   | Carlos Yulo                                         | Hidenobu Yonekura              | Andrey Medvedev             |
| 2022                | LI                  | Artur Dawtjan                                       | Carlos Yulo                    | Ihor Radiwilow              |
| 2023                | LII                 | Jake Jarman                                         | Khoi Young                     | Nasar Tschepurnyj           |

### Barren
| Weltmeister- schaften | Weltmeister- schaften | Platz 1                          | Platz 2                                                                         | Platz 3                                         |
| --------------------- | --------------------- | -------------------------------- | ------------------------------------------------------------------------------- | ----------------------------------------------- |
| 1903                  | I                     | Joseph Martínez François Hentges |                                                                                 | Eugene Dua                                      |
| 1905                  | II                    | Joseph Martínez Marcel Lalu      |                                                                                 | Pierre Payssé                                   |
| 1907                  | III                   | Joseph Lux                       | Josef Czada                                                                     | František Erben Louis Ségura                    |
| 1909                  | IV                    | Joseph Martínez                  | Auguste Castille Josef Czada Marco Torrès                                       |                                                 |
| 1911                  | V                     | Giorgio Zampori                  | D. Follaci                                                                      | Paolo Salvi Antoine Costa J. Lecontre J. Labeeu |
| 1913                  | VI                    | Giorgio Zampori Guido Boni       |                                                                                 | P. Hengtes                                      |
| 1922                  | VII                   | Leon Štukelj                     | Stane Derganc Vladimir Simoncic Stane Vidmar Stanislav Indruch Miroslav Klinger |                                                 |
| 1926                  | VIII                  | Ladislav Vácha                   | Jan Gajdoš                                                                      | Leon Štukelj                                    |
| 1930                  | IX                    | Josip Primožič                   | Alfred Krauss                                                                   | Ladislav Vácha                                  |
| 1934                  | X                     | Eugen Mack                       | Josef Walter                                                                    | Walter Bach                                     |
| 1938                  | XI                    | Michael Reusch                   | Alois Hudec                                                                     | Josip Primožič                                  |
| 1950                  | XII                   | Hans Eugster                     | Olavi Rone                                                                      | Raymond Dot                                     |
| 1954                  | XIII                  | Wiktor Tschukarin                | Josef Stalder                                                                   | Hans Eugster Helmut Bantz Masao Takemoto        |
| 1958                  | XIV                   | Boris Schachlin                  | Takashi Ono                                                                     | Pawel Stolbow                                   |
| 1962                  | XV                    | Miroslav Cerar                   | Boris Schachlin                                                                 | Yukio Endō                                      |
| 1966                  | XVI                   | Sergej Diomidow                  | Michail Woronin                                                                 | Miroslav Cerar                                  |
| 1970                  | XVII                  | Akinori Nakayama                 | Eizō Kenmotsu Michail Woronin                                                   |                                                 |
| 1974                  | XVIII                 | Eizō Kenmotsu                    | Nikolai Andrianow                                                               | Wladimir Martschenko                            |
| 1978                  | XIX                   | Eizō Kenmotsu                    | Nikolai Andrianow Hiroji Kajiyama                                               |                                                 |
| 1979                  | XX                    | Bart Conner                      | Kurt Thomas Alexander Tkatschow                                                 |                                                 |
| 1981                  | XXI                   | Alexander Ditjatin Kōji Gushiken |                                                                                 | Nobiuki Kajitani                                |
| 1983                  | XXII                  | Wladimir Artjomow Yun Lou        |                                                                                 | Koji Sotomura Fei Tong                          |
| 1985                  | XXIII                 | Sylvio Kroll Walentin Mogilnyj   |                                                                                 | Kōji Gushiken                                   |
| 1987                  | XXIV                  | Wladimir Artjomow                | Dmitri Bilosertschew                                                            | Sven Tippelt                                    |
| 1989                  | XXV                   | Wladimir Artjomow Jing Li        |                                                                                 | Andreas Wecker                                  |
| 1991                  | XXVI                  | Li Jing                          | Ihor Korobtschinskyj                                                            | Linyao Guo                                      |
| 1992                  | XXVII                 | Alexei Woropajew Li Jing         |                                                                                 | Waleri Belenki                                  |
| 1993                  | XXVIII                | Wital Schtscherba                | Ihor Korobtschinskyj                                                            | 1 Waleri Belenki                                |
| 1994                  | XXIX                  | Huang Liping                     | Rustam Scharipow                                                                | Alexei Nemow                                    |
| 1995                  | XXXI                  | Wital Schtscherba                | Huang Liping                                                                    | Hikaru Tanaka                                   |
| 1996                  | XXXII                 | Rustam Scharipow                 | Alexei Nemow Wital Schtscherba                                                  |                                                 |
| 1997                  | XXXIII                | Zhang Jinjing                    | Li Xiaopeng                                                                     | Naoya Tsukahara                                 |
| 1999                  | XXXIV                 | Lee Joo-hyung                    | Alexei Bondarenko                                                               | Naoya Tsukahara                                 |
| 2001                  | XXXV                  | Sean Townsend                    | Erick López Ríos                                                                | Iwan Iwankou                                    |
| 2002                  | XXXVI                 | Li Xiaopeng                      | Mitja Petkovšek                                                                 | Aljaksej Sinkewitsch                            |
| 2003                  | XXXVII                | Li Xiaopeng                      | Xu Huang Alexei Nemow                                                           |                                                 |
| 2005                  | XXXVIII               | Mitja Petkovšek                  | Li Xiaopeng                                                                     | Yann Cucherat                                   |
| 2006                  | XXXIX                 | Yang Wei                         | Hiroyuki Tomita                                                                 | Yoo Won-chul                                    |
| 2007                  | XL                    | Mitja Petkovšek                  | Dae Eun Kim                                                                     | Anton Fokin                                     |
| 2009                  | XLI                   | Wang Guanyin                     | Feng Zhe                                                                        | Kazuhito Tanaka                                 |
| 2010                  | XLII                  | Feng Zhe                         | Teng Haibin                                                                     | Kōhei Uchimura                                  |
| 2011                  | XLIII                 | Danell Leyva                     | Vasileios Tsolakidis Zhang Chenglong                                            |                                                 |
| 2013                  | XLIV                  | Kōhei Uchimura Lin Chaopan       |                                                                                 | John Orozco                                     |
| 2014                  | XLV                   | Oleh Wernjajew                   | Danell Leyva                                                                    | Ryōhei Katō                                     |
| 2015                  | XLVI                  | You Hao                          | Oleh Wernjajew                                                                  | Oleh Stepko Deng Shudi                          |
| 2017                  | XLVII                 | Zou Jingyuan                     | Oleh Wernjajew                                                                  | Dawid Beljawski                                 |
| 2018                  | XLVIII                | Zou Jingyuan                     | Oleh Wernjajew                                                                  | Artur Dalalojan                                 |
| 2019                  | XLIX                  | Joe Fraser                       | Ahmet Onder                                                                     | Kazuma Kaya                                     |
| 2021                  | L                     | Hu Xuwei                         | Carlos Yulo                                                                     | Shi Cong                                        |
| 2022                  | LI                    | Zou Jingyuan                     | Lukas Dauser                                                                    | Carlos Yulo                                     |
| 2023                  | LII                   | Lukas Dauser                     | Shi Cong                                                                        | Kaito Sugimoto                                  |

### Reck
| Weltmeister- schaften | Weltmeister- schaften | Platz 1                                  | Platz 2                                     | Platz 3                               |
| --------------------- | --------------------- | ---------------------------------------- | ------------------------------------------- | ------------------------------------- |
| 1903                  | I                     | Joseph Martínez                          | Pierre Payssé J. Lecontre Charles van Hulle |                                       |
| 1905                  | II                    | Marcel Lalu                              | Joseph Martínez                             | Pierre Payssé Lucien Démanet          |
| 1907                  | III                   | Georges Charmoille František Erben       |                                             | Jules Rolland                         |
| 1909                  | IV                    | Joseph Martínez                          | František Erben Josef Czada                 |                                       |
| 1911                  | V                     | Josef Czada                              | Marco Torrès                                | Svatopluk Svoboda Guido Romano        |
| 1913                  | VI                    | Josef Czada Marco Torrès                 |                                             | Josef Sykora A. Damol Osvaldo Palazzi |
| 1922                  | VII                   | Miroslav Klinger Leon Štukelj Peter Šumi |                                             |                                       |
| 1926                  | VIII                  | Leon Štukelj                             | Josip Primožič                              | Ladislav Vácha                        |
| 1930                  | IX                    | István Pelle                             | Miklos Peter                                | Leon Štukelj                          |
| 1934                  | X                     | Ernst Winter                             | Georges Miez Heinz Sandrock                 |                                       |
| 1938                  | XI                    | Michael Reusch                           | Alois Hudec                                 | Walter Beck                           |
| 1950                  | XII                   | Paavo Aaltonen                           | Veikko Huhtanen                             | Walter Lehmann                        |
| 1954                  | XIII                  | Walentin Muratow                         | Boris Schachlin Helmut Bantz                |                                       |
| 1958                  | XIV                   | Boris Schachlin                          | Albert Asarjan                              | Juri Titow Masao Takemoto             |
| 1962                  | XV                    | Takashi Ono                              | Yukio Endō Pawel Stolbow                    |                                       |
| 1966                  | XVI                   | Akinori Nakayama                         | Yukio Endō                                  | Takashi Mitsukuri                     |
| 1970                  | XVII                  | Eizō Kenmotsu                            | Akinori Nakayama                            | Takunji Hayata                        |
| 1974                  | XVIII                 | Eberhard Gienger                         | Wolfgang Thüne                              | Eizō Kenmotsu                         |
| 1978                  | XIX                   | Shigeru Kasamatsu                        | Eberhard Gienger                            | Stojan Deltschew                      |
| 1979                  | XX                    | Kurt Thomas                              | Alexander Tkatschow                         | Alexander Ditjatin                    |
| 1981                  | XXI                   | Alexander Tkatschow                      | Artur Akopjan Eberhard Gienger              |                                       |
| 1983                  | XXII                  | Dmitri Bilosertschew                     | Aleksandr Pogorelow Phillippe Vautone       |                                       |
| 1985                  | XXIII                 | Fei Tong                                 | Sylvio Kroll                                | Mitsuaki Watanabe                     |
| 1987                  | XXIV                  | Dmitri Bilosertschew                     | Curtis Hibbert                              | Holger Behrendt Zsolt Borkai          |
| 1989                  | XXV                   | Chunyang Li                              | Wladimir Artjomow                           | Yukio Iketani                         |
| 1991                  | XXVI                  | Ralf Büchner Li Chunyang                 |                                             | Witali Schtscherbo                    |
| 1992                  | XXVII                 | Hryhorij Missjutin                       | Li Jing                                     | Ihor Korobtschinskyj                  |
| 1993                  | XXVIII                | Sergei Charkow                           | Marius Gherman                              | Zoltán Supola                         |
| 1994                  | XXIX                  | Witali Schtscherbo                       | Zoltán Supola                               | Iwan Iwankou                          |
| 1995                  | XXXI                  | Andreas Wecker                           | Yoshiaki Hatakeda                           | Krassimir Dunew                       |
| 1996                  | XXXII                 | Jesús Carballo                           | Krassimir Dunew                             | Witali Schtscherbo                    |
| 1997                  | XXXIII                | Jani Tanskanen                           | Jesús Carballo                              | Oleksandr Beresch                     |
| 1999                  | XXXIV                 | Jesús Carballo                           | Aleksandr Jelkow                            | Yang Wei                              |
| 2001                  | XXXV                  | Vlasis Maras                             | Oleksandr Beresch Philippe Rizzo            |                                       |
| 2002                  | XXXVI                 | Vlasis Maras                             | Iwan Iwankou Aljaž Pegan                    |                                       |
| 2003                  | XXXVII                | Takehiro Kashima                         | Igor Cassina                                | Alexei Nemow                          |
| 2005                  | XXXVIII               | Aljaž Pegan                              | Yann Cucherat                               | Walerij Hontscharow                   |
| 2006                  | XXXIX                 | Philippe Rizzo                           | Aljaž Pegan                                 | Vlasis Maras                          |
| 2007                  | XL                    | Fabian Hambüchen                         | Aljaž Pegan                                 | Hisashi Mizutori                      |
| 2009                  | XLI                   | Zou Kai                                  | Epke Zonderland                             | Igor Cassina                          |
| 2010                  | XLII                  | Chenglong Zhang                          | Epke Zonderland                             | Fabian Hambüchen                      |
| 2011                  | XLIII                 | Zou Kai                                  | Zhang Chenglong                             | Kōhei Uchimura                        |
| 2013                  | XLIV                  | Epke Zonderland                          | Fabian Hambüchen                            | Kōhei Uchimura                        |
| 2014                  | XLV                   | Epke Zonderland                          | Kōhei Uchimura                              | Marijo Možnik                         |
| 2015                  | XLVI                  | Kōhei Uchimura                           | Danell Leyva                                | Manrique Larduet                      |
| 2017                  | XLVII                 | Tin Srbić                                | Epke Zonderland                             | Bart Deurloo                          |
| 2018                  | XLVIII                | Epke Zonderland                          | Kōhei Uchimura                              | Samuel Mikulak                        |
| 2019                  | XLIX                  | Arthur Mariano                           | Tin Srbić                                   | Artur Dalalojan                       |
| 2021                  | L                     | Hu Xuwei                                 | Daiki Hashimoto                             | Brody Malone                          |
| 2022                  | LI                    | Brody Malone                             | Daiki Hashimoto                             | Arthur Mariano                        |
| 2023                  | LII                   | Daiki Hashimoto                          | Tin Srbić                                   | Su Weide                              |

### Boden
| Weltmeister- schaften | Weltmeister- schaften | Platz 1                            | Platz 2                          | Platz 3                           |
| --------------------- | --------------------- | ---------------------------------- | -------------------------------- | --------------------------------- |
| 1913                  | VI                    | V. Rabic Giorgio Zampori           |                                  |                                   |
| 1922                  | VII                   | nicht ausgetragen                  | nicht ausgetragen                | nicht ausgetragen                 |
| 1926                  | VIII                  | nicht ausgetragen                  | nicht ausgetragen                | nicht ausgetragen                 |
| 1930                  | IX                    | Josip Primožič                     | Emanuel Löffler                  | Alfred Krauss                     |
| 1934                  | X                     | Georges Miez                       | Eugen Mack                       | Emanuel Löffler                   |
| 1938                  | XI                    | Jan Gajdoš                         | Alois Hudec Eugen Mack           |                                   |
| 1950                  | XII                   | Josef Stalder Ernst Gebendinger    |                                  | Raymond Dot                       |
| 1954                  | XIII                  | Walentin Muratow Masao Takemoto    |                                  | Karl Thoresson                    |
| 1958                  | XIV                   | Masao Takemoto                     | Takashi Ono                      | Juri Titow                        |
| 1962                  | XV                    | Nobuyuki Aihara Yukio Endō         |                                  | Franco Menichelli                 |
| 1966                  | XVI                   | Akinori Nakayama                   | Yukio Endō                       | Franco Menichelli                 |
| 1970                  | XVII                  | Akinori Nakayama                   | Eizō Kenmotsu                    | Takashi Kato                      |
| 1974                  | XVIII                 | Shigeru Kasamatsu                  | Hiroji Kajiyama                  | Andrej Keranow                    |
| 1978                  | XIX                   | Kurt Thomas                        | Shigeru Kasamatsu                | Alexander Ditjatin                |
| 1979                  | XX                    | Roland Brückner Kurt Thomas        |                                  | Alexander Tkatschow               |
| 1981                  | XXI                   | Juri Koroljow Yuejiu Li            |                                  | Kōji Gushiken                     |
| 1983                  | XXII                  | Fei Tong                           | Dmitri Bilosertschew             | Ning Li                           |
| 1985                  | XXIII                 | Fei Tong                           | Juri Koroljow                    | Ning Li                           |
| 1987                  | XXIV                  | Yun Lou                            | Wladimir Artjomow                | Ljubomir Geraskow                 |
| 1989                  | XXV                   | Ihor Korobtschinskyj               | Wladimir Artjomow                | Chunyang Li                       |
| 1991                  | XXVI                  | Ihor Korobtschinskyj               | Witali Schtscherbo               | Daisuke Nishikawa                 |
| 1992                  | XXVII                 | Ihor Korobtschinskyj               | Witali Schtscherbo               | Maik Krahberg                     |
| 1993                  | XXVIII                | Hryhorij Missjutin                 | Neil Thomas                      | Witali Schtscherbo                |
| 1994                  | XXIX                  | Witali Schtscherbo                 | Ioannis Melissanidis Neil Thomas |                                   |
| 1995                  | XXXI                  | Witali Schtscherbo                 | Xiaoshuang Li                    | Hryhorij Missjutin                |
| 1996                  | XXXII                 | Witali Schtscherbo                 | Alexei Woropajew                 | Hryhorij Missjutin                |
| 1997                  | XXXIII                | Alexei Nemow                       | Dmitri Karbanenko                | Li Xiaopeng                       |
| 1999                  | XXXIV                 | Alexei Nemow                       | Gervasio Deferr                  | Aowei Xing                        |
| 2001                  | XXXV                  | Marian Drăgulescu Jordan Jowtschew |                                  | Igors Vihrovs                     |
| 2002                  | XXXVI                 | Marian Drăgulescu                  | Jordan Jowtschew                 | Paul Hamm                         |
| 2003                  | XXXVII                | Paul Hamm Jordan Jowtschew         |                                  | Kyle Shewfelt                     |
| 2005                  | XXXVIII               | Diego Hypólito                     | Brandon O’Neil                   | Róbert Gál                        |
| 2006                  | XXXIX                 | Marian Drăgulescu                  | Diego Hypólito                   | Kyle Shewfelt                     |
| 2007                  | XL                    | Diego Hypólito                     | Gervasio Deferr                  | Hisashi Mizutori                  |
| 2009                  | XLI                   | Marian Drăgulescu                  | Zou Kai                          | Alexander Shatilov                |
| 2010                  | XLII                  | Eleftherios Kosmidis               | Kōhei Uchimura                   | Daniel Purvis                     |
| 2011                  | XLIII                 | Kōhei Uchimura                     | Zou Kai                          | Diego Hypólito Alexander Shatilov |
| 2013                  | XLIV                  | Kenzō Shirai                       | Jacob Dalton                     | Kōhei Uchimura                    |
| 2014                  | XLV                   | Denis Abljasin                     | Kenzō Shirai                     | Diego Hypólito                    |
| 2015                  | XLVI                  | Kenzō Shirai                       | Max Whitlock                     | Rayderley Zapata                  |
| 2017                  | XLVII                 | Kenzō Shirai                       | Artem Dolgopyat                  | Yul Moldauer                      |
| 2018                  | XLVIII                | Artur Dalalojan                    | Kenzō Shirai                     | Carlos Edriel Yulo                |
| 2019                  | XLIX                  | Carlos Yulo                        | Artem Dolgopyat                  | Xiao Ruoteng                      |
| 2021                  | L                     | Nicola Bartolini                   | Kazuki Minami                    | Emil Soravuo                      |
| 2022                  | LI                    | Giarnni Regini-Moran               | Daiki Hashimoto                  | Ryosuke Doi                       |
| 2023                  | LII                   | Artem Dolgopyat                    | Kazuki Minami                    | Milad Karimi                      |

### Ringe
| Weltmeister- schaften | Weltmeister- schaften | Platz 1                                               | Platz 2                                         | Platz 3                                            |
| --------------------- | --------------------- | ----------------------------------------------------- | ----------------------------------------------- | -------------------------------------------------- |
| 1903                  | I                     | Joseph Martínez                                       | Joseph Lux F. Walravens                         |                                                    |
| 1905                  | II                    | nicht ausgetragen                                     | nicht ausgetragen                               | nicht ausgetragen                                  |
| 1907                  | III                   | nicht ausgetragen                                     | nicht ausgetragen                               | nicht ausgetragen                                  |
| 1909                  | IV                    | Marco Torrès Guido Romano                             |                                                 | Angelo Mazzonchini Giorgio Zampori František Erben |
| 1911                  | V                     | Ferdinand Steiner                                     | Dominique Follacci Pietro Bianchi Antoine Costa |                                                    |
| 1913                  | VI                    | Guido Boni Giorgio Zampori Laurent Grech Marco Torrès |                                                 |                                                    |
| 1922                  | VII                   | Laurent Karasek Josef Malý Leon Štukelj Peter Šumi    |                                                 |                                                    |
| 1926                  | VIII                  | Leon Štukelj                                          | Ladislav Vácha                                  | Bedřich Šupčík                                     |
| 1930                  | IX                    | Emanuel Löffler                                       | Bedřich Šupčík                                  | Jan Gajdoš                                         |
| 1934                  | X                     | Alois Hudec                                           | Eugen Mack                                      | Jaroslav Kolinger                                  |
| 1938                  | XI                    | Alois Hudec                                           | Michael Reusch                                  | Vratislav Petracek                                 |
| 1950                  | XII                   | Walter Lehmann                                        | Olavi Rove                                      | Hans Eugster                                       |
| 1954                  | XIII                  | Albert Asarjan                                        | Jewgeni Korolkow                                | Walentin Muratow                                   |
| 1958                  | XIV                   | Albert Asarjan                                        | Noboyuki Aihara                                 | Juri Titow                                         |
| 1962                  | XV                    | Juri Titow                                            | Boris Schachlin Yukio Endō                      |                                                    |
| 1966                  | XVI                   | Michail Woronin                                       | Akinori Nakayama                                | Franco Menichelli                                  |
| 1970                  | XVII                  | Akinori Nakayama                                      | Mitsuo Tsukahara                                | Michail Woronin                                    |
| 1974                  | XVIII                 | Nikolai Andrianow Dan Grecu                           |                                                 | Andrzej Szajna                                     |
| 1978                  | XIX                   | Nikolai Andrianow                                     | Alexander Ditjatin                              | Dan Grecu                                          |
| 1979                  | XX                    | Alexander Ditjatin                                    | Dan Grecu                                       | Alexander Tkatschow                                |
| 1981                  | XXI                   | Alexander Ditjatin                                    | Yubin Huang                                     | Bohdan Makuz                                       |
| 1983                  | XXII                  | Dmitri Bilosertschew Kōji Gushiken                    |                                                 | Ning Li                                            |
| 1985                  | XXIII                 | Juri Koroljow Ning Li                                 |                                                 | Juri Balobanow Kyoji Yamawaki                      |
| 1987                  | XXIV                  | Juri Koroljow                                         | Dmitri Bilosertschew Ning Li                    |                                                    |
| 1989                  | XXV                   | Andreas Aguilar                                       | Andreas Wecker                                  | Witali Marinitsch                                  |
| 1991                  | XXVI                  | Hryhorij Missjutin                                    | Andreas Wecker                                  | Juri Chechi                                        |
| 1992                  | XXVII                 | Witali Schtscherbo                                    | Szilveszter Csollány                            | Hryhorij Missjutin                                 |
| 1993                  | XXVIII                | Juri Chechi                                           | Andreas Wecker                                  | Iwan Iwankou                                       |
| 1994                  | XXIX                  | Juri Chechi                                           | Paul O’Neill                                    | Waleri Belenki                                     |
| 1995                  | XXXI                  | Juri Chechi                                           | Dan Burincă                                     | Jordan Jowtschew                                   |
| 1996                  | XXXII                 | Juri Chechi                                           | Jordan Jowtschew Szilveszter Csollány           |                                                    |
| 1997                  | XXXIII                | Juri Chechi                                           | Szilveszter Csollány                            | Iwan Iwankou                                       |
| 1999                  | XXXIV                 | Zhen Dong                                             | Szilveszter Csollány                            | Dimosthenis Tampakos                               |
| 2001                  | XXXV                  | Jordan Jowtschew                                      | Szilveszter Csollány                            | Andrea Coppolino                                   |
| 2002                  | XXXVI                 | Szilveszter Csollány                                  | Jordan Jowtschew                                | Matteo Morandi                                     |
| 2003                  | XXXVII                | Andrea Coppolino Jordan Jowtschew                     |                                                 | Matteo Morandi Dimosthenis Tampakos                |
| 2005                  | XXXVIII               | Yuri van Gelder                                       | Alexander Safoschkin                            | Matteo Morandi                                     |
| 2006                  | XXXIX                 | Chen Yibing                                           | Jordan Jowtschew                                | Yuri van Gelder                                    |
| 2007                  | XL                    | Chen Yibing                                           | Yuri van Gelder                                 | Jordan Jowtschew                                   |
| 2009                  | XLI                   | Yan Mingyong                                          | Jordan Jowtschew                                | Oleksandr Worobjow                                 |
| 2010                  | XLII                  | Chen Yibing                                           | Yan Mingyong                                    | Matteo Morandi                                     |
| 2011                  | XLIII                 | Chen Yibing                                           | Arthur Zanetti                                  | Kōji Yamamuro                                      |
| 2013                  | XLIV                  | Arthur Zanetti                                        | Alexander Balandin                              | Brandon Wynn                                       |
| 2014                  | XLV                   | Liu Yang                                              | Arthur Zanetti                                  | You Hao Denis Abljasin                             |
| 2015                  | XLVI                  | Eleftherios Petrounias                                | You Hao                                         | Liu Yang                                           |
| 2017                  | XLVII                 | Eleftherios Petrounias                                | Denis Abljasin                                  | Liu Yang                                           |
| 2018                  | XLVIII                | Eleftherios Petrounias                                | Arthur Zanetti                                  | Marco Lodadio                                      |
| 2019                  | XLIX                  | Ibrahim Colak                                         | Marco Lodadio                                   | Samir Ait Said                                     |
| 2021                  | L                     | Lan Xingyu                                            | Marco Lodadio                                   | Salvatore Maresca                                  |
| 2022                  | LI                    | Adem Asil                                             | Zou Jingyuan                                    | Courtney Tulloch                                   |
| 2023                  | LII                   | Liu Yang                                              | Eleftherios Petrounias                          | You Hao                                            |

### Pauschenpferd
| Weltmeister- schaften | Weltmeister- schaften | Platz 1                               | Platz 2                                   | Platz 3                        |
| --------------------- | --------------------- | ------------------------------------- | ----------------------------------------- | ------------------------------ |
| 1903                  | I                     | Joseph Lux Georges Dejaeghere Thyssen |                                           |                                |
| 1905                  | II                    | Georges Dejaeghere                    | Marcel Lalu                               | Daniel Lavielle                |
| 1907                  | III                   | František Erben                       | Jules Rolland                             | Karel Sal                      |
| 1909                  | IV                    | nicht ausgetragen                     | nicht ausgetragen                         | nicht ausgetragen              |
| 1911                  | V                     | Osvaldo Palazzi                       | Giorgio Zampori Paolo Salvi               |                                |
| 1913                  | VI                    | Giorgio Zampori                       | Osvaldo Palazzi Marco Torrès Aubry        |                                |
| 1922                  | VII                   | Miroslav Klinger                      | Peter Šumi Leon Štukelj Stanislav Indruch |                                |
| 1926                  | VIII                  | Jan Karafiat                          | Jan Gajdoš                                | Ladislav Vácha                 |
| 1930                  | IX                    | Josip Primožič                        | Peter Šumi                                | Jan Gajdoš                     |
| 1934                  | X                     | Eugen Mack                            | Eduard Steinemann                         | Jan Sládek                     |
| 1938                  | XI                    | Michael Reusch                        | Vratislav Petráček                        | Leo Schürmann                  |
| 1950                  | XII                   | Josef Stalder                         | Marcel Adatte                             | Walter Lehmann                 |
| 1954                  | XIII                  | Hrant Schahinjan                      | Josef Stalder                             | Wiktor Tschukarin              |
| 1958                  | XIV                   | Boris Schachlin                       | Pawel Stolbow                             | Miroslav Cerar                 |
| 1962                  | XV                    | Miroslav Cerar                        | Boris Schachlin                           | Li Feng Yu Takashi Mitsukuri   |
| 1966                  | XVI                   | Miroslav Cerar                        | Michail Woronin                           | Takashi Kato                   |
| 1970                  | XVII                  | Miroslav Cerar                        | Eizō Kenmotsu                             | Wiktor Klimenko                |
| 1974                  | XVIII                 | Zoltán Magyar                         | Nikolai Andrianow                         | Eizō Kenmotsu                  |
| 1978                  | XIX                   | Zoltán Magyar                         | Eberhard Gienger                          | Stojan Deltschew               |
| 1979                  | XX                    | Zoltán Magyar                         | Kurt Thomas                               | JPN-1870                       |
| 1981                  | XXI                   | Li Xiaoping Michael Nikolay           |                                           | Juri Korpljow György Guczoghy  |
| 1983                  | XXII                  | Dmitri Bilosertschew                  | György Guczoghy Li Xiaoping               |                                |
| 1985                  | XXIII                 | Walentin Mogilny                      | Ning Li                                   | Hiroyuki Konishi               |
| 1987                  | XXIV                  | Dmitri Bilosertschew Zsolt Borkai     |                                           | Ljubomir Geraskow              |
| 1989                  | XXV                   | Walentin Mogilny                      | Andreas Wecker                            | Jing Li                        |
| 1991                  | XXVI                  | Waleri Belemkij                       | Linyao Guo                                | Jing Li                        |
| 1992                  | XXVII                 | Witali Schtscherbo Pae Gil-su Jing Li |                                           |                                |
| 1993                  | XXVIII                | Pae Gil-Su                            | Andreas Wecker                            | Karoly Schupkegel              |
| 1994                  | XXIX                  | Marius Urzică                         | Eric Poujade                              | Donghua Li                     |
| 1995                  | XXXI                  | Donghua Li                            | Huadong Huang Yoshiaki Hatakeda           |                                |
| 1996                  | XXXII                 | Pae Gil-Su                            | Donghua Li                                | Alexei Nemow                   |
| 1997                  | XXXIII                | Waleri Belenki                        | Eric Poujade                              | Pae Gil-Su                     |
| 1999                  | XXXIV                 | Alexei Nemow                          | Marius Urzică                             | Nikolai Krjukow                |
| 2001                  | XXXV                  | Marius Urzică                         | Qin Xiao                                  | Oleksandr Beresch              |
| 2002                  | XXXVI                 | Marius Urzică                         | Qin Xiao                                  | Takehiro Kashima               |
| 2003                  | XXXVII                | Takehiro Kashima Teng Haibin          |                                           | Nikolai Krjukow                |
| 2005                  | XXXVIII               | Qin Xiao                              | Ioan Silviu Suciu                         | Takehiro Kashima               |
| 2006                  | XXXIX                 | Qin Xiao                              | Prashanth Sellathurai                     | Alexander Artemev              |
| 2007                  | XL                    | Qin Xiao                              | Krisztián Berki                           | Louis Smith                    |
| 2009                  | XLI                   | Zhang Hongtao                         | Krisztián Berki                           | Prashanth Sellathurai          |
| 2010                  | XLII                  | Krisztián Berki                       | Louis Smith                               | Prashanth Sellathurai          |
| 2011                  | XLIII                 | Krisztián Berki                       | Cyril Tommasone                           | Louis Smith                    |
| 2013                  | XLIV                  | Kōhei Kameyama                        | Daniel Corral Max Whitlock                |                                |
| 2014                  | XLV                   | Krisztián Berki                       | Filip Ude                                 | Cyril Tommasone                |
| 2015                  | XLVI                  | Max Whitlock                          | Louis Smith                               | Harutjun Merdinjan Kazuma Kaya |
| 2017                  | XLVII                 | Max Whitlock                          | Dawid Beljawski                           | Xiao Ruoteng                   |
| 2018                  | XLVIII                | Xiao Ruoteng                          | Max Whitlock                              | Lee Chih-kai                   |
| 2019                  | XLIX                  | Max Whitlock                          | Lee Chih-kai                              | Rhys McClenaghan               |
| 2021                  | L                     | Stephen Nedoroscik                    | Weng Hao                                  | Kazuma Kaya                    |
| 2022                  | LI                    | Rhys McClenaghan                      | Ahmad Abu Al-Soud                         | Harutjun Merdinjan             |
| 2023                  | LII                   | Rhys McClenaghan                      | Khoi Young                                | Ahmad Abu Al-Soud              |

## Frauen

### Mehrkampf Mannschaft
| Weltmeisterschaften | Weltmeisterschaften | Platz 1 | Platz 2 | Platz 3 |
| ------------------- | ------------------- | --- | --- | --- |
| 1934                | X                   | Tschechoslowakei | Ungarn | Polen |
| 1938                | XI                  | Tschechoslowakei | Jugoslawien | Polen |
| 1950                | XII                 | Schweden Evy Berggren Vanja Blomberg Karin Lindberg Gunnel Ljungström Hjördis Nordin Ann-Sofi Pettersson Göta Pettersson Ingrid Sandahl        | Frankreich Ginette Durand Colette Hué Madeleine Jouffroy Alexandra Lemoine Liliane Montagne Christine Palau Irène Pittelioen Jeanette Vogelbacher | Italien Renata Bianchi Licia Macchini Laura Micheli Anna Monlarini Marja Nutti Elena Santoni Liliana Scaricabarozzi Lilia Torriani           |
| 1954                | XIII                | Sowjetunion Nina Botscharowa Pelageja Danilowa Maria Gorokhovskaya Larissa Latynina Tamara Manina Sofja Muratowa Galina Rudko Galina Sarabidse | Ungarn Eva Banati Ilona Milanovits Irén Karcsics-Daruházi Erzsébet Gulyás-Köteles Alíz Kertész Olga Tass Edit Weckinger-Perényi Ágnes Keleti      | Tschechoslowakei Eva Bosáková Miroslava Brdičková Alena Chadimová Věra Drazdíková Zdena Lizkova Anna Marejková Alena Reichová Věra Vančurová |
| 1958                | XIV                 | Sowjetunion Polina Astachowa Raisa Borisova Lidija Kalinina Larissa Latynina Tamara Manina Sofja Muratowa                                      | Tschechoslowakei Eva Bosáková Věra Čáslavská Anna Morejkova Matilda Matouskova Ludmila Švédová Adolfína Tačová                                    | Rumänien Elena Dobrovolschi Atanasia Ionescu Sonia Iovan Elena Leuștean Emilia Liță Elena Săcălici                                           |
| 1962                | XV                  | Sowjetunion Polina Astachowa Lidija Iwanowa Larissa Latynina Tamara Manina Sofja Muratowa Irina Perwuschina                                    | Tschechoslowakei Eva Bosáková Věra Čáslavská Libuše Cmíralová Hana Růžičková Ludmilla Švédová Adolfína Tkačíková                                  | Japan Ginko Abukawa Keiko Ikeda Taniko Nakamura Kiyoko Ono Toshiko Shirasu Hiroko Tsuji                                                      |
| 1966                | XVI                 | Tschechoslowakei Věra Čáslavská Jaroslava Sedláčková Maria Krajčírová Jána Kubičková-Posnerová Bohumila Řimnáčová Jindra Košťálová             | Sowjetunion Natalja Kutschinskaja Larissa Petrik Sinaida Druschinina Larissa Latynina Polina Astachowa Olga Charlowa                              | Japan Keiko Ikeda Taki Shibuya Hiroko Ikenada Taniko Mitsukuri Jasuko Furuyama Mitsuko Kandori                                               |
| 1970                | XVII                | Sowjetunion Ljudmila Turischtschewa Sinaida Woronina Ljubow Burda Larissa Petrik Olga Karassjowa Tamara Lasakowitsch                           | DDR Erika Zuchold Karin Janz Christine Schmitt Angelika Hellmann Marianne Noack Richarda Schmeißer                                                | Tschechoslowakei Marcela Váchová Bohumila Řimnáčová Soňa Brázdová Mariana Némethová Luba Krasna Hana Lišková                                 |
| 1974                | XVIII               | Sowjetunion Ljudmila Turischtschewa Olga Korbut Elwira Saadi Russudan Sicharulidse Nina Dronowa Nelli Kim                                      | DDR Angelika Hellmann Annelore Zinke Richarda Schmeißer Bärbel Röhrich Heike Gerisch Irene Abel                                                   | Ungarn Mónika Császár Krisztina Medveczky Monika Nagy Márta Egervári Zsuzsa Matulai Ágnes Bánfai                                             |
| 1978                | XIX                 | Sowjetunion Jelena Muchina Nelli Kim Natalja Schaposchnikowa Marija Filatowa Tatjana Arschannikowa Swetlana Agapowa                            | Rumänien Nadia Comăneci Emilia Eberle Marilena Neacșu Teodora Ungureanu Anca Grigoraș Marilena Vlădărău                                           | DDR Steffi Kräker Silvia Hindorff Birgit Süß Heike Kunhardt Karola Sube Ute Wittwer                                                          |
| 1979                | XX                  | Rumänien Nadia Comăneci Rodica Dunca Emilia Eberle Melitta Rühn Dumitrița Turner Marilena Vlădărău                                             | Sowjetunion Marija Filatowa Nelli Kim Jelena Naimuschina Natalja Schaposchnikowa Natalija Tereschtschenko Stella Sacharowa                        | DDR Maxi Gnauck Regina Grabolle Silvia Hindorff Steffi Kräker Katharina Rensch Karola Sube                                                   |
| 1981                | XXI                 | Sowjetunion Olga Bitscherowa Natalja Ilijenko Jelena Dawydowa Marija Filatowa Stella Sacharowa Elena Polewaja                                  | Volksrepublik China Zhu Zheng Ma Yanhong Chen Yongyan Wen Jia Li Cuiling Wu Jiani                                                                 | DDR Steffi Kräker Maxi Gnauck Annett Lindner Birgit Süß Franka Voigt Kerstin Klotzek                                                         |
| 1983                | XXII                | Sowjetunion Natalja Jurtschenko Olga Mostepanowa Olga Bitscherowa Natalja Ilijenko Tatjana Frolowa Albina Schischowa                           | Rumänien Lavinia Agache Ecaterina Szabó Laura Cutina Mihaela Stănuleț Mirela Barbălată Simona Renciu                                              | DDR Maxi Gnauck Sylvia Rau Gabriele Fähnrich Astrid Heese Diana Morawe Bettina Schieferdecker                                                |
| 1985                | XXIII               | Sowjetunion Irina Baraksanowa Wera Kolesnikowa Olga Mostepanowa Oxana Omeljantschik Jelena Schuschunowa Natalia Jurtschenko                    | Rumänien Laura Cutina Eugenia Golea Celestina Popa Daniela Silivaș Ecaterina Szabó Camelia Voinea                                                 | DDR Gabriele Fähnrich Jana Furhmann Martina Jentsch Dagmar Kersten Ulrike Klotz Jana Vogel                                                   |
| 1987                | XXIV                | Rumänien Aurelia Dobre Eugenia Golea Celestina Popa Daniela Silivaș Ecaterina Szabó Camelia Voinea                                             | Sowjetunion Swjatlana Baitawa Swjatlana Bahinskaja Elena Gurova Oxana Omeljantschik Jelena Schuschunowa Tatjana Tuschikowa                        | DDR Gabriele Fähnrich Astrid Heese Martina Jentsch Ulrike Klotz Klaudia Rapp Dörte Thümmler                                                  |
| 1989                | XXV                 | Sowjetunion Swjatlana Baitawa Swjatlana Bahinskaja Olessja Dudnyk Natālija Laščonova Elena Sazonenkova Olha Straschewa                         | Rumänien Cristina Bontaș Aurelia Dobre Lăcrămioara Filip Eugenia Popa Gabriela Potorac Daniela Silivaș                                            | Volksrepublik China Chen Cuiting Fan Di Li Yan Ma Ying Wang Wenjing Yang Bo                                                                  |
| 1991                | XXVI                | Sowjetunion Swjatlana Bahinskaja Tetjana Huzu Tetjana Lyssenko Oksana Chusovitina Rosalija Galijewa Natalija Kalinina                          | Vereinigte Staaten Shannon Miller Kim Zmeskal Betty Okino Kerri Strug Michelle Campi Hilary Grivich                                               | Rumänien Cristina Bontaș Mirela Pașca Lavinia Miloșovici Vanda Hădărean Maria Neculiță Eugenia Popa                                          |
| 1992                | XXVII               | nicht ausgetragen | nicht ausgetragen | nicht ausgetragen |
| 1993                | XXVIII              | nicht ausgetragen | nicht ausgetragen | nicht ausgetragen |
| 1994                | XXX                 | Rumänien Simona Amânar Gina Gogean Nadia Hatagan Ionela Loaieș Daniela Mărănducă Lavinia Miloșovici Claudia Presăcan                           | Vereinigte Staaten Amanda Borden Amy Chow Dominique Dawes Larissa Fontaine Shannon Miller Jaycie Phelps Kerri Strug                               | Russland Oxana Fabritschnowa Jelena Groschewa Natalja Iwanowa Swetlana Chorkina Dina Kotschetkowa Jelena Lebedewa Evgenia Roschina           |
| 1995                | XXXI                | Rumänien Simona Amânar Andreea Cacovean Gina Gogean Nadia Hatagan Alexandra Marinescu Lavinia Miloșovici Claudia Presăcan                      | Volksrepublik China Meng Fei Mo Huilan Ye Linlin Ji Liya Liu Xuan Qiao Ya Mao Yanling                                                             | Vereinigte Staaten Mary Beth Arnold Theresa Kulikowski Shannon Miller Dominique Moceanu Jaycie Phelps Kerri Strug Doni Thompson              |
| 1996                | XXXII               | nicht ausgetragen | nicht ausgetragen | nicht ausgetragen |
| 1997                | XXXIII              | Rumänien Simona Amânar Claudia Presăcan Alexandra Marinescu Gina Gogean Corina Ungureanu Mirela Țugurlan                                       | Russland Swetlana Chorkina Jelena Produnowa Jewgenija Kusnezowa Swetlana Bachtina Jelena Groschewa Jelena Dolgopolowa                             | Volksrepublik China Liu Xuan Yuanyuan Kui Fei Meng Huilan Mo Wenjing Bi Duan Zhou                                                            |
| 1999                | XXXIV               | Rumänien Simona Amânar Loredana Boboc Andreea Isărescu Maria Olaru Andreea Răducan Corina Ungureanu                                            | Russland Swetlana Chorkina Anna Kowaljowa Jewgenija Kusnezowa Jekaterina Lobasnjuk Jelena Produnowa Jelena Samolodtschikowa                       | Volksrepublik China Bai Chunyue Dong Fangxiao Ling Jie Xu Jing Huang Mandan Liu Xuan                                                         |
| 2001                | XXXV                | Rumänien Andreea Răducan Loredana Boboc Andreea Ulmeanu Silvia Stroescu Sabina Cojocar Carmen Ionescu                                          | Russland Swetlana Chorkina Ljudmila Jeschowa Jelena Samolodtschikowa Marija Sassypkina Natalja Siganschina                                        | Vereinigte Staaten Mohini Bhardwaj Rachel Tidd Tasha Schwikert Ashley Miles Tabitha Yim Katie Heenan                                         |
| 2002                | XXXVI               | nicht ausgetragen | nicht ausgetragen | nicht ausgetragen |
| 2003                | XXXVII              | Vereinigte Staaten Terin Humphrey Courtney Kupets Chellsie Memmel Carly Patterson Tasha Schwikert Hollie Vise                                  | Rumänien Monica Roșu Oana Ban Florica Leonida Andreea Munteanu Cătălina Ponor Alexandra Eremia                                                    | Australien Belinda Archer Jacqui Dunn Danielle Kelly Stephanie Moorhouse Monette Russo Allana Slater                                         |
| 2005                | XXXVIII             | nicht ausgetragen | nicht ausgetragen | nicht ausgetragen |
| 2006                | XXXIX               | Volksrepublik China Zhou Zhuoru Zhang Nan Cheng Fei Pang Panpan He Ning Li Ya                                                                  | Vereinigte Staaten Jana Bieger Chellsie Memmel Alicia Sacramone Anastasia Liukin Natasha Kelley Ashley Priess                                     | Russland Swetlana Kljukina Kristina Prawdina Polina Miller Jelena Samolodtschikowa Anna Pawlowa Anna Grudko                                  |
| 2007                | XL                  | Vereinigte Staaten Anastasia Liukin Alicia Sacramone Shayla Worley Shawn Johnson Samantha Peszek Ivana Hong                                    | Volksrepublik China Fei Cheng Ning He Jiang Yuyuan Sha Xiao Yilin Yang Shanshan Li                                                                | Rumänien Cătălina Ponor Sandra Izbașa Steliana Nistor Cerasela Pătrașcu Daniela Druncea Andreea Grigore                                      |
| 2009                | XLI                 | nicht ausgetragen | nicht ausgetragen | nicht ausgetragen |
| 2010                | XLII                | Russland Xenija Afanassjewa Alija Mustafina Tatjana Nabijewa Xenija Semjonowa Jekaterina Kurbatowa Anna Dementjewa                             | Vereinigte Staaten Rebecca Bross Mackenzie Caquatto Bridget Sloan Mattie Larson Alexandra Raisman Alicia Sacramone                                | Volksrepublik China Jiang Yuyuan He Kexin Sui Lu Huang Qiushuang Deng Linlin Yang Yilin                                                      |
| 2011                | XLIII               | Vereinigte Staaten Gabrielle Douglas McKayla Maroney Alexandra Raisman Alicia Sacramone Sabrina Vega Jordyn Wieber                             | Russland Xenija Afanassjewa Julija Belokobylskaja Anna Dementjewa Julija Inschina Wiktorija Komowa Tatjana Nabijewa                               | Volksrepublik China He Kexin Huang Qiushuang Jiang Yuyuan Sui Lu Tan Sixin Yao Jinnan                                                        |
| 2013                | XLIV                | nicht ausgetragen | nicht ausgetragen | nicht ausgetragen |
| 2014                | XLV                 | Vereinigte Staaten Alyssa Baumann Simone Biles Madison Kocian Ashton Locklear Kyla Ross Mykayla Skinner                                        | Volksrepublik China Bai Yawen Chen Siyi Huang Huidan Shang Chunsong Tan Jiaxin Yao Jinnan                                                         | Russland Marija Charenkowa Jekaterina Kramarenko Alija Mustafina Tatjana Nabijewa Alla Sosnizkaja Darja Spiridonowa                          |
| 2015                | XLVI                | Vereinigte Staaten Simone Biles Gabrielle Douglas Madison Kocian Maggie Nichols Aly Raisman                                                    | Volksrepublik China Fan Yilin Mao Yi Shang Chunsong Tan Jiaxin Wang Yan                                                                           | Vereinigtes Königreich Becky Downie Ellie Downie Claudia Fragapane Ruby Harrold Amy Tinkler                                                  |
| 2018                | XLVIII              | Vereinigte Staaten Simone Biles Kara Eaker Morgan Hurd Grace McCallum Riley McCusker                                                           | Russland Lilija Achaimowa Irina Alexeeva Angelina Melnikowa Alija Mustafina Angelina Simakova                                                     | Volksrepublik China Chen Yile Liu Jinru Liu Tingting Luo Huan Zhang Jin                                                                      |
| 2019                | XLIX                | Vereinigte Staaten Simone Biles Jade Carey Kara Eaker Sunisa Lee Grace McCallum                                                                | Russland Anastassija Agafonowa Lilija Achaimowa Angelina Melnikowa Alexandra Schtschekoldina Darja Spiridonowa                                    | Italien Desirée Carofiglio Alice D’Amato Asia D’Amato Elisa Iorio Giorgia Villa                                                              |
| 2021                | L                   | nicht ausgetragen | nicht ausgetragen | nicht ausgetragen |
| 2022                | LI                  | Vereinigte Staaten Skye Blakely Jade Carey Jordan Chiles Shilese Jones Leanne Wong                                                             | Vereinigtes Königreich Ondine Achampong Georgia-Mae Fenton Jennifer Gadirova Jessica Gadirova Alice Kinsella                                      | Kanada Ellie Black Laurie Denommée Denelle Pedrick Emma Spence Sydney Turner                                                                 |
| 2023                | LII                 | Vereinigte Staaten | Brasilien | Frankreich |

### Mehrkampf Einzel
| Weltmeisterschaften | Weltmeisterschaften | Platz 1                                 | Platz 2               | Platz 3                      |
| ------------------- | ------------------- | --------------------------------------- | --------------------- | ---------------------------- |
| 1934                | X                   | Vlasta Děkanová                         | Margit Kalocsai       | Janina Skirlinska            |
| 1938                | XI                  | Vlasta Děkanová                         | Zdeňka Veřmiřovská    | Matylda Pálfyová             |
| 1950                | XII                 | Helena Rakoczy                          | Ann-Sofi Pettersson   | Gertrude Kolar               |
| 1954                | XIII                | Galina Roudiko                          | Eva Bosáková          | Helena Rakoczy               |
| 1958                | XIV                 | Larissa Latynina                        | Eva Bosáková          | Tamara Manina                |
| 1962                | XV                  | Larissa Latynina                        | Věra Čáslavská        | Irina Perwuschina            |
| 1966                | XVI                 | Věra Čáslavská                          | Natalja Kutschinskaja | Keiko Ikeda                  |
| 1970                | XVII                | Ljudmila Turischtschewa                 | Erika Zuchold         | Sinaida Woronina             |
| 1974                | XVIII               | Ljudmila Turischtschewa                 | Olga Korbut           | Angelika Hellmann            |
| 1978                | XIX                 | Jelena Muchina                          | Nelli Kim             | Natalja Schaposchnikowa      |
| 1979                | XX                  | Nelli Kim                               | Maxi Gnauck           | Melitta Rühn                 |
| 1981                | XXI                 | Olga Bitscherowa                        | Marija Filatowa       | Jelena Dawydowa              |
| 1983                | XXII                | Natalja Jurtschenko                     | Olga Mostepanowa      | Ecaterina Szabó              |
| 1985                | XXIII               | Oxana Omeljantschik Jelena Schuschunowa |                       | Dagmar Kersten               |
| 1987                | XXIV                | Aurelia Dobre                           | Jelena Schuschunowa   | Daniela Silivaș              |
| 1989                | XXV                 | Swjatlana Bahinskaja                    | Natalja Lachenowa     | Olha Straschewa              |
| 1991                | XXVI                | Kim Zmeskal                             | Swjatlana Bahinskaja  | Cristina Bontaș              |
| 1992                | XXVII               | nicht ausgetragen                       | nicht ausgetragen     | nicht ausgetragen            |
| 1993                | XXVIII              | Shannon Miller                          | Gina Gogean           | Tetjana Lyssenko             |
| 1994                | XXIX                | Shannon Miller                          | Lavinia Miloșovici    | Dina Kotschetkowa            |
| 1995                | XXXI                | Lilija Podkopajewa                      | Swetlana Chorkina     | Lavinia Miloșovici           |
| 1996                | XXXII               | nicht ausgetragen                       | nicht ausgetragen     | nicht ausgetragen            |
| 1997                | XXXIII              | Swetlana Chorkina                       | Simona Amânar         | Jelena Produnowa             |
| 1999                | XXXIV               | Maria Olaru                             | Viktoria Karpenko     | Jelena Samolodtschikowa      |
| 2001                | XXXV                | Swetlana Chorkina                       | Natalja Siganschina   | Andreea Răducan              |
| 2002                | XXXVI               | nicht ausgetragen                       | nicht ausgetragen     | nicht ausgetragen            |
| 2003                | XXXVII              | Swetlana Chorkina                       | Carly Patterson       | Nan Zhang                    |
| 2005                | XXXVIII             | Chellsie Memmel                         | Anastasia Liukin      | Monette Russo                |
| 2006                | XXXIX               | Vanessa Ferrari                         | Jana Bieger           | Sandra Izbașa                |
| 2007                | XL                  | Shawn Johnson                           | Steliana Nistor       | Jade Barbosa Vanessa Ferrari |
| 2009                | XLI                 | Bridget Sloan                           | Rebecca Bross         | Koko Tsurumi                 |
| 2010                | XLII                | Alija Mustafina                         | Jiang Yuyuan          | Rebecca Bross                |
| 2011                | XLIII               | Jordyn Wieber                           | Wiktorija Komowa      | Yao Jinnan                   |
| 2013                | XLIV                | Simone Biles                            | Kyla Ross             | Alija Mustafina              |
| 2014                | XLV                 | Simone Biles                            | Larisa Iordache       | Kyla Ross                    |
| 2015                | XLVI                | Simone Biles                            | Gabby Douglas         | Larisa Iordache              |
| 2017                | XLVII               | Morgan Hurd                             | Ellie Black           | Jelena Jeremina              |
| 2018                | XLVIII              | Simone Biles                            | Morgan Hurd           | Mai Murakami                 |
| 2019                | XLIX                | Simone Biles                            | Tang Xijing           | Angelina Melnikowa           |
| 2021                | L                   | Angelina Melnikowa                      | Leanne Wong           | Kayla di Cello               |
| 2022                | LI                  | Rebeca Andrade                          | Shilese Jones         | Jessica Gadirova             |
| 2023                | LII                 | Simone Biles                            | Rebeca Andrade        | Shilese Jones                |

### Sprung
| Weltmeisterschaften | Weltmeisterschaften | Platz 1                           | Platz 2                             | Platz 3                      |
| ------------------- | ------------------- | --------------------------------- | ----------------------------------- | ---------------------------- |
| 1938                | XI                  | Matylda Pálfyová Marta Majowska   |                                     |                              |
| 1950                | XII                 | Helena Rakoczy                    | Gertrude Kolar                      | Alexandra Lemoine            |
| 1954                | XIII                | Tamara Manina Ann-Sofi Pettersson |                                     | Evy Berggren                 |
| 1958                | XIV                 | Larissa Latynina                  | Lydia Kalinina                      | Tamara Manina Sofia Muratowa |
| 1962                | XV                  | Věra Čáslavská                    | Larissa Latynina                    | Tamara Manina                |
| 1966                | XVI                 | Věra Čáslavská                    | Erika Zuchold                       | Natalja Kutschinskaja        |
| 1970                | XVII                | Erika Zuchold                     | Karin Janz                          | Ljubow Burda                 |
| 1974                | XVIII               | Olga Korbut                       | Ljudmila Turischtschewa             | Bozena Perdykulová           |
| 1978                | XIX                 | Nelli Kim                         | Nadia Comăneci                      | Steffi Kräker                |
| 1979                | XX                  | Dumitrița Turner                  | Stella Sacharowa                    | Nelli Kim                    |
| 1981                | XXI                 | Maxi Gnauck                       | Stella Sacharowa                    | Steffi Kräker                |
| 1983                | XXII                | Borjana Stojanowa                 | Lavinia Agache Ecaterina Szabó      |                              |
| 1985                | XXIII               | Jelena Schuschunowa               | Ecaterina Szabó                     | Dagmar Kersten               |
| 1987                | XXIV                | Jelena Schuschunowa               | Eugenia Golea                       | Aurelia Dobre                |
| 1989                | XXV                 | Olessia Dudnik                    | Cristina Bontaș Brandy Johnson      |                              |
| 1991                | XXVI                | Lavinia Miloșovici                | Oksana Chusovitina Henrietta Ónodi  |                              |
| 1992                | XXVII               | Henrietta Ónodi                   | Swjatlana Bahinskaja                | Oksana Chusovitina           |
| 1993                | XXVIII              | Alena Piskun                      | Lavinia Miloșovici                  | Oksana Chusovitina           |
| 1994                | XXIX                | Gina Gogean                       | Swetlana Chorkina                   | Lavinia Miloșovici           |
| 1995                | XXXI                | Lilija Podkopajewa Simona Amânar  |                                     | Gina Gogean                  |
| 1996                | XXXII               | Gina Gogean                       | Simona Amânar                       | Annia Portuondo              |
| 1997                | XXXIII              | Simona Amânar                     | Duan Zhou                           | Gina Gogean                  |
| 1999                | XXXIV               | Jelena Samolodtschikowa           | Simona Amânar                       | Maria Olaru                  |
| 2001                | XXXV                | Swetlana Chorkina                 | Oksana Chusovitina                  | Andreea Răducan              |
| 2002                | XXXVI               | Jelena Samolodtschikowa           | Natalja Siganschina                 | Oksana Chusovitina           |
| 2003                | XXXVII              | Oksana Chusovitina                | Jelena Samolodtschikowa Kang Yun-mi |                              |
| 2005                | XXXVIII             | Cheng Fei                         | Oksana Chusovitina                  | Alicia Sacramone             |
| 2006                | XXXIX               | Cheng Fei                         | Alicia Sacramone                    | Oksana Chusovitina           |
| 2007                | XL                  | Cheng Fei                         | Su Jong Hong                        | Alicia Sacramone             |
| 2009                | XLI                 | Kayla Williams                    | Ariella Kaeslin                     | Youna Dufournet              |
| 2010                | XLII                | Alicia Sacramone                  | Alija Mustafina                     | Jade Barbosa                 |
| 2011                | XLIII               | McKayla Maroney                   | Oksana Chusovitina                  | Phan Thị Hà Thanh            |
| 2013                | XLIII               | McKayla Maroney                   | Simone Biles                        | Hong Un-jong                 |
| 2014                | XLV                 | Hong Un-jong                      | Simone Biles                        | Mykayla Skinner              |
| 2015                | XLVI                | Marija Passeka                    | Hong Un-jong                        | Simone Biles                 |
| 2017                | XLVII               | Marija Passeka                    | Jade Carey                          | Giulia Steingruber           |
| 2018                | XLVIII              | Simone Biles                      | Shallon Olson                       | Alexa Moreno                 |
| 2019                | XLIX                | Simone Biles                      | Jade Carey                          | Ellie Downie                 |
| 2021                | L                   | Rebeca Andrade                    | Asia D’Amato                        | Angelina Melnikowa           |
| 2022                | LI                  | Jade Carey                        | Jordan Chiles                       | Coline Devillard             |
| 2023                | LII                 | Rebeca Andrade                    | Simone Biles                        | Yeo Seo-jeong                |

### Schwebebalken
| Weltmeisterschaften | Weltmeisterschaften | Platz 1                    | Platz 2                   | Platz 3                 |
| ------------------- | ------------------- | -------------------------- | ------------------------- | ----------------------- |
| 1938                | XI                  | Vlasta Děkanová            |                           |                         |
| 1950                | XII                 | Helena Rakoczy             | Wanda Nuti                | Licia Macchini          |
| 1954                | XIII                | Keiko Ikeda                | Eva Bosáková              | Ágnes Keleti            |
| 1958                | XIV                 | Eva Bosáková Tamara Manina |                           | Sofia Muratowa          |
| 1962                | XV                  | Eva Bosáková               | Larissa Latynina          | Anikó Ducza-Jánosi      |
| 1966                | XVI                 | Natalja Kutschinskaja      | Věra Čáslavská            | Larissa Petrik          |
| 1970                | XVII                | Erika Zuchold              | Cathy Rigby               | Larissa Klimenko-Petrik |
| 1974                | XVIII               | Ljudmila Turischtschewa    | Olga Korbut               | Nelli Kim               |
| 1978                | XIX                 | Nadia Comăneci             | Jelena Muchina            | Emilia Eberle           |
| 1979                | XX                  | Věra Černá                 | Nelli Kim                 | Regina Grabolle         |
| 1981                | XXI                 | Maxi Gnauck                | Yongyang Chen             | Tracee Talavera         |
| 1983                | XXII                | Olga Mostepanowa           | Hana Říčná                | Lavinia Agache          |
| 1985                | XXIII               | Daniela Silivaș            | Ecaterina Szabó           | Jelena Schuschunowa     |
| 1987                | XXIV                | Aurelia Dobre              | Jelena Schuschunowa       | Ecaterina Szabó         |
| 1989                | XXV                 | Daniela Silivaș            | Olesja Dudnik             | Gabriela Potorac        |
| 1991                | XXVI                | Swjatlana Bahinskaja       | Tetjana Huzu              | Lavinia Miloșovici      |
| 1992                | XXVII               | Kim Zmeskal                | Maria Neculiță Yifang Li  |                         |
| 1993                | XXVIII              | Lavinia Miloșovici         | Dominique Dawes           | Gina Gogean             |
| 1994                | XXIX                | Shannon Miller             | Lilija Podkopajewa        | Oxana Fabritschnowa     |
| 1995                | XXXI                | Huilan Mo                  | Lilija Podkopajewa        | Dominique Moceanu       |
| 1996                | XXXII               | Dina Kotschetkowa          | Alexandra Marinescu       | Dominique Dawes         |
| 1997                | XXXIII              | Gina Gogean                | Swetlana Chorkina         | Yuanyuan Kui            |
| 1999                | XXXIV               | Ling Jie                   | Andreea Răducan           | Olha Rosschtschupkina   |
| 2001                | XXXV                | Andreea Răducan            | Ljudmila Jeschowa         | Xiaojiao Sun            |
| 2002                | XXXVI               | Ashley Postell             | Oana Ban                  | Irina Jarotska          |
| 2003                | XXXVII              | Fan Ye                     | Cătălina Ponor            | Ljudmila Jeschowa       |
| 2005                | XXXVIII             | Anastasia Liukin           | Chellsie Memmel           | Cătălina Ponor          |
| 2006                | XXXIX               | Iryna Krasnjanska          | Sandra Izbașa             | Elyse Hopfner-Hibbs     |
| 2007                | XL                  | Anastasia Liukin           | Steliana Nistor           | Shanshan Li             |
| 2009                | XLI                 | Deng Linlin                | Lauren Mitchell           | Ivana Hong              |
| 2010                | XLII                | Ana Porgras                | Rebecca Bross Deng Linlin |                         |
| 2011                | XLIII               | Sui Lu                     | Yao Jinnan                | Jordyn Wieber           |
| 2013                | XLIV                | Alija Mustafina            | Kyla Ross                 | Simone Biles            |
| 2014                | XLV                 | Simone Biles               | Yawen Bai                 | Alija Mustafina         |
| 2015                | XLVI                | Simone Biles               | Sanne Wevers              | Pauline Schäfer         |
| 2017                | XLVII               | Pauline Schäfer            | Morgan Hurd               | Tabea Alt               |
| 2018                | XLVIII              | Liu Tingting               | Anne-Marie Padurariu      | Simone Biles            |
| 2019                | XLIX                | Simone Biles               | Liu Tingting              | Li Shijia               |
| 2021                | L                   | Urara Ashikawa             | Pauline Schäfer-Betz      | Mai Murakami            |
| 2022                | LI                  | Hazuki Watanabe            | Ellie Black               | Shoko Miyata            |
| 2023                | LII                 | Simone Biles               | Zhou Yaqin                | Rebeca Andrade          |

### Boden
| Weltmeisterschaften | Weltmeisterschaften | Platz 1                               | Platz 2                             | Platz 3                              |
| ------------------- | ------------------- | ------------------------------------- | ----------------------------------- | ------------------------------------ |
| 1938                | XI                  | Matylda Pálfyová                      |                                     |                                      |
| 1950                | XII                 | Helena Rakoczy                        | Tereza Kocic                        | Stefania Reindlowa                   |
| 1954                | XIII                | Tamara Manina                         | Eva Bosáková                        | Maria Gorochowskaja                  |
| 1958                | XIV                 | Eva Bosáková                          | Larissa Latynina                    | Keiko Ikeda                          |
| 1962                | XV                  | Larissa Latynina                      | Irina Perwuschina                   | Věra Čáslavská                       |
| 1966                | XVI                 | Natalja Kutschinskaja                 | Věra Čáslavská                      | Sinaida Druschinina                  |
| 1970                | XVII                | Ljudmila Turischtschewa               | Olga Karassjowa                     | Sinaida Woronina                     |
| 1974                | XVIII               | Ljudmila Turischtschewa               | Olga Korbut                         | Elvira Saadi Rusudan Sicharulidse    |
| 1978                | XIX                 | Jelena Muchina Nelli Kim              |                                     | Kathy Johnson Emilia Eberle          |
| 1979                | XX                  | Emilia Eberle                         | Nelli Kim                           | Melitta Rühn                         |
| 1981                | XXI                 | Natalja Ilijenko                      | Jelena Dawydowa                     | Soja Grantscharowa                   |
| 1983                | XXII                | Ecaterina Szabó                       | Olga Mostepanowa                    | Borjana Stojanowa                    |
| 1985                | XXIII               | Oxana Omeljantschik                   | Jelena Schuschunowa                 | Ulrike Klotz                         |
| 1987                | XXIV                | Jelena Schuschunowa Daniela Silivaș   |                                     | Aurelia Dobre                        |
| 1989                | XXV                 | Swjatlana Bahinskaja Daniela Silivaș  |                                     | Cristina Bontaș                      |
| 1991                | XXVI                | Oksana Tschussowitina Cristina Bontaș |                                     | Kim Zmeskal                          |
| 1992                | XXVII               | Kim Zmeskal                           | Henrietta Ónodi                     | Tetjana Lyssenko Maria Neculiță      |
| 1993                | XXVIII              | Shannon Miller                        | Gina Gogean                         | Natalja Bobrowa                      |
| 1994                | XXIX                | Dina Kotschetkowa                     | Lavinia Miloșovici                  | Gina Gogean                          |
| 1995                | XXXI                | Gina Gogean                           | Liya Ji                             | Ludivine Furnon                      |
| 1996                | XXXII               | Gina Gogean Yuanyuan Kui              |                                     | Lavinia Miloșovici Ljubow Scheremeta |
| 1997                | XXXIII              | Gina Gogean                           | Swetlana Chorkina                   | Jelena Produnowa                     |
| 1999                | XXXIV               | Andreea Răducan                       | Simona Amânar                       | Swetlana Chorkina                    |
| 2001                | XXXV                | Andreea Răducan                       | Daniele Hypólito                    | Swetlana Chorkina                    |
| 2002                | XXXVI               | Elena Gómez                           | Verona van der Leur                 | Samantha Sheehan                     |
| 2003                | XXXVII              | Daiane dos Santos                     | Cătălina Ponor                      | Elena Gómez                          |
| 2005                | XXXVIII             | Alicia Sacramone                      | Anastasia Liukin                    | Suzanne Harmes                       |
| 2006                | XXXIX               | Cheng Fei                             | Jana Bieger                         | Vanessa Ferrari                      |
| 2007                | XL                  | Shawn Johnson                         | Alicia Sacramone                    | Cassy Vericel                        |
| 2009                | XLI                 | Elizabeth Tweddle                     | Lauren Mitchell                     | Sui Lu                               |
| 2010                | XLII                | Lauren Mitchell                       | Alija Mustafina Diana Maria Chelaru |                                      |
| 2011                | XLIII               | Xenija Afanassjewa                    | Sui Lu                              | Alexandra Raisman                    |
| 2013                | XLIV                | Simone Biles                          | Vanessa Ferrari                     | Larisa Iordache                      |
| 2014                | XLV                 | Simone Biles                          | Larisa Iordache                     | Alija Mustafina                      |
| 2015                | XLVI                | Simone Biles                          | Xenija Afanassjewa                  | Maggie Nichols                       |
| 2017                | XLVII               | Mai Murakami                          | Jade Carey                          | Claudia Fragapane                    |
| 2018                | XLVIII              | Simone Biles                          | Morgan Hurd                         | Mai Murakami                         |
| 2019                | XLIX                | Simone Biles                          | Sunisa Lee                          | Angelina Melnikowa                   |
| 2021                | L                   | Mai Murakami                          | Angelina Melnikowa                  | Leanne Wong                          |
| 2022                | LI                  | Jessica Gadirova                      | Jordan Chiles                       | Jade Carey Rebeca Andrade            |
| 2023                | LII                 | Simone Biles                          | Rebeca Andrade                      | Flávia Saraiva                       |

### Stufenbarren
| Weltmeisterschaften | Weltmeisterschaften | Platz 1                                                     | Platz 2                        | Platz 3                           |
| ------------------- | ------------------- | ----------------------------------------------------------- | ------------------------------ | --------------------------------- |
| 1950                | XII                 | Gertrude Kolar Ann-Sofi Pettersson                          |                                | Helena Rakoczy                    |
| 1954                | XIII                | Ágnes Keleti                                                | Galina Rugyko                  | Helena Rakoczy                    |
| 1958                | XIV                 | Larissa Latynina                                            | Polina Astachowa               | Eva Bosáková                      |
| 1962                | XV                  | Irina Perwuschina                                           | Eva Bosáková                   | Larissa Latynina                  |
| 1966                | XVI                 | Natalja Kutschinskaja                                       | Keiko Ikeda                    | Taniko Mitsukuri                  |
| 1970                | XVII                | Karin Janz                                                  | Ljudmila Turischtschewa        | Sinaida Woronina                  |
| 1974                | XVIII               | Annelore Zinke                                              | Olga Korbut                    | Ljudmila Turischtschewa           |
| 1978                | XIX                 | Marcia Frederick                                            | Jelena Muchina                 | Emilia Eberle                     |
| 1979                | XX                  | Maxi Gnauck Ma Yanhong                                      |                                | Emilia Eberle                     |
| 1981                | XXI                 | Maxi Gnauck                                                 | Ma Yanhong                     | Jelena Dawydowa Julianne McNamara |
| 1983                | XXII                | Maxi Gnauck                                                 | Ecaterina Szabó Lavinia Agache |                                   |
| 1985                | XXIII               | Gabriele Fähnrich                                           | Dagmar Kersten                 | Hana Říčná                        |
| 1987                | XXIV                | Dörte Thümmler Daniela Silivaș                              |                                | Jelena Schuschunowa               |
| 1989                | XXV                 | Di Fan Daniela Silivaș                                      |                                | Olha Straschewa                   |
| 1991                | XXVI                | Kim Gwang-suk                                               | Tetjana Huzu Shannon Miller    |                                   |
| 1992                | XXVII               | Lavinia Miloșovici                                          | Betty Okino                    | Mirela Paşca                      |
| 1993                | XXVIII              | Shannon Miller                                              | Dominique Dawes                | Andreea Cacovean                  |
| 1994                | XXIX                | Li Lou                                                      | Swetlana Chorkina              | Dina Kotschetkowa                 |
| 1994                | XXX                 | nicht ausgetragen                                           | nicht ausgetragen              | nicht ausgetragen                 |
| 1995                | XXXI                | Swetlana Chorkina                                           | Huilan Mo Lilija Podkopajewa   |                                   |
| 1996                | XXXII               | Swetlana Chorkina Alena Piskun                              |                                | Isabelle Severino                 |
| 1997                | XXXIII              | Swetlana Chorkina                                           | Fei Meng                       | Wenjing Bi                        |
| 1999                | XXXIV               | Swetlana Chorkina                                           | Mandan Huang                   | Ling Jie                          |
| 2001                | XXXV                | Swetlana Chorkina                                           | Renske Endel                   | Katie Heenan                      |
| 2002                | XXXVI               | Courtney Kupets                                             | Oana Petrovschi                | Ljudmila Jeschowa                 |
| 2003                | XXXVII              | Chellsie Memmel Hollie Vise                                 |                                | Elizabeth Tweddle                 |
| 2005                | XXXVIII             | Anastasia Liukin                                            | Chellsie Memmel                | Elizabeth Tweddle                 |
| 2006                | XXXIX               | Elizabeth Tweddle                                           | Anastasia Liukin               | Vanessa Ferrari                   |
| 2007                | XL                  | Xenija Semjonowa                                            | Anastasia Liukin               | Yilin Yang                        |
| 2009                | XLI                 | He Kexin                                                    | Koko Tsurumi                   | Rebecca Bross Ana Porgras         |
| 2010                | XLII                | Elizabeth Tweddle                                           | Alija Mustafina                | Rebecca Bross                     |
| 2011                | XLIII               | Wiktorija Komowa                                            | Tatjana Nabijewa               | Huang Qiushuang                   |
| 2013                | XLIV                | Huang Huidan                                                | Kyla Ross                      | Alija Mustafina                   |
| 2014                | XLV                 | Jinnan Yao                                                  | Huidan Huang                   | Darja Spiridonowa                 |
| 2015                | XLVI                | Fan Yilin Wiktorija Komowa Darja Spiridonowa Madison Kocian |                                |                                   |
| 2017                | XLVII               | Fan Yilin                                                   | Jelena Jeremina                | Nina Derwael                      |
| 2018                | XLVIII              | Nina Derwael                                                | Simone Biles                   | Elisabeth Seitz                   |
| 2019                | XLIX                | Nina Derwael                                                | Becky Downie                   | Sunisa Lee                        |
| 2021                | L                   | Wei Xiaoyuan                                                | Rebeca Andrade                 | Rai Luo                           |
| 2022                | LI                  | Wei Xiaoyuan                                                | Shilese Jones                  | Nina Derwael                      |
| 2023                | LII                 | Qiu Qiyuan                                                  | Kaylia Nemour                  | Shilese Jones                     |